# Justina (emperatriz)
Justina (en latín Iustina; m. 388) fue la segunda esposa del emperador romano Valentiniano I (reinó 364-375) y la madre de Valentiniano II (reinó 375-392), Gala, Grata y Justa.

## Biografía
Justina era una hija de Justo (en latín Iustus), gobernador de Piceno con Constancio II. Se casó en primeras nupcias con Magnencio, un usurpador desde 350 hasta 353 aunque, al parecer era demasiado joven para tener hijos. Magnencio fue derrotado y se suicidó el 10 u 11 de agosto de 353. Hacia el año 370, Justina se convirtió en la segunda esposa de Valentiniano I, que se había divorciado de su anterior esposa, Marina Severa. Justina se convirtió en madrastra de Graciano. Justina y Valentiniano I tuvieron cuatro hijos conocidos. Su único hijo fue Valentiniano II. Sus hijas fueron Gala, Grata y Justa. Vivía cerca de Sirmio cuando enviudó. Durante el reinado de Valentiniano II, se trasladó con él a Mediolanum. Sirvió como regente de Valentiniano II. Era arriana y mantuvo una larga lucha contra Ambrosio, líder del credo niceno en Italia.
En el año 387, habiendo muerto ya Graciano, ante el avance de Magno Máximo sobre Mediolanum, Justina se vio obligada a huir de la capital junto con Valentiniano. Y marcharon a Tesalónica, capital de la prefectura pretoriana de Iliria, y en aquella época la residencia elegida por Teodosio. Gala los acompañaba. Teodosio era entonces viudo, pues su primera esposa, Aelia Flacila había muerto en 385 o 386. 
Teodosio protegió a los fugitivos y gracias a las maniobras de Justina, pidió a Gala en matrimonio. Justina se aprovechó del matrimonio, estableciendo una condición para que se sellara el acuerdo de matrimonio. Bajo su condición, Teodosio tendría que atacar a Máximo y restaurar a Valentiniano II en el trono. Teodosio estuvo conforme con la petición de Justina, casándose con Gala probablemente a finales de 387. Justina falleció el mismo año en que Teodosio consiguió derrocar a Máximo, no estando seguros de si ella fue capaz de ser testigo del resultado de sus esfuerzos.